# Trimethoxymethaan
Trimethoxymethaan of trimethyl-orthoformiaat is de eenvoudigste ortho-ester, waarin drie methoxygroepen aan één koolstofatoom gebonden zijn.
Het is een kleurloze, ontvlambare vloeistof die irriterend is voor de ogen. Ze wordt gebruikt als reagens in organische reacties.

## Synthese
Ortho-esters kunnen gevormd worden door de Pinner-reactie tussen een nitril en een alcohol onder invloed van een zuur; voor trimethoxymethaan is dit de reactie tussen waterstofcyanide en methanol:
{\displaystyle {\ce {HCN + 3 CH3OH -> HC(OCH3)3 + NH3}}}
Een andere synthese is de reactie van chloroform met natriummethoxide.

## Reacties
In zuur water ondergaat trimethoxymethaan hydrolyse en vormt methylformiaat en methanol.
Trimethoxymethaan vormt met een aldehyde of een keton een dimethyl-acetaal en methylformiaat. Het acetaal kan dienen als beschermende groep voor het aldehyde. Deprotectie naar het aldehyde of keton kan gebeuren door hydrolyse in verdund zuur of door gekatalyseerde trans-acetalisatie in aceton.
Acetalen zijn zelf tussenproducten voor de productie van polymeren, vitamines, farmaceutische stoffen, pesticiden, reukstoffen en andere verbindingen. Bijvoorbeeld met methylglyoxaal vormt trimethoxymethaan methylglyoxaal-1,1-dimethylacetaal of 1,1-dimethoxyaceton, dat een tussenproduct is in de synthese van retinol (vitamine A1).